# Sanctacaris uncata
La sanctacaride (Sanctacaris uncata) è un artropode marino estinto, vissuto nel Cambriano medio (circa 505 milioni di anni fa). I suoi resti sono stati ritrovati in Canada, nel ben noto giacimento di Burgess Shales.

## Descrizione
Lungo fino a dieci centimetri, questo organismo era dotato di un caratteristico scudo cefalico rigonfio, dal quale sporgevano due flange laterali. Gli occhi erano piccoli e posti vicino al margine anteriore. L'aspetto più curioso di questo animale era però dato dall'impressionante serie di appendici cefaliche, che costituivano un formidabile apparato di predazione; vi erano cinque paia di appendici biramate, dotate di un sottile ramo a forma di frusta e di un arto composito artigliato; questi artigli erano di lunghezza crescente man mano che si avvicinavano alla parte posteriore del corpo, ed erano dotati di ulteriori spine sulla superficie interna. Il sesto paio di appendici biramate erano strutturate in modo diverso: accanto al sottile ramo a forma di frusta vi era un breve ramo terminante in una serie notevole di spine. Il corpo era formato da undici segmenti, dotati delle comuni appendici biramate degli artropodi primitivi, dotate di grandi branchie e arti ambulacrali. Il telson (coda) era largo e piatto.

## Scoperta e classificazione
Descritto nel 1988 da Desmond Collins e Derek Briggs, questo animale è stato riconosciuto come un rappresentante primitivo dei chelicerati, ovvero quel gruppo di artropodi di cui fanno parte ragni e scorpioni. Le appendici cefaliche, infatti, erano presenti in numero uguale a quelle dei chelicerati odierni, anche se i cheliceri veri e propri non si erano ancora sviluppati. La sanctacaride, in ogni caso, è posta alla base del gruppo.

## Stile di vita
Le grandi branchie ai lati del corpo, unitamente al telson espanso, suggeriscono che questo animale fosse un buon nuotatore. Forse preferiva spostarsi attraverso l'acqua piuttosto che camminare sul fondale marino. Le vistose appendici cefaliche erano sicuramente strutture predatorie: la sanctacaride, quindi, doveva essere un organismo carnivoro, forse uno dei vertici della catena alimentare di Burgess Shales, subito sotto il gigantesco Anomalocaris.

## Significato del nome
Il nome Sanctacaris deriva da un gioco di parole: quando furono scoperti i fossili di questo organismo, i paleontologi rimasero colpiti dagli artigli, tanto da affibbiargli il nomignolo di "Sancta Claws" (dall'inglese "claws" = artigli, e da Santa Claus). Il nome scientifico, quindi, divenne Sanctacaris.